# Snagov (Ilfov)
Snagov es una comuna y pueblo de Rumania ubicada en el distrito de Ilfov.

## Demografía
Según el censo de 2011, tiene 7272 habitantes, mientras que en el censo de 2002 tenía 6041 habitantes. La mayoría de la población es de etnia rumana (91,98 %).
La mayoría de los habitantes son cristianos de la Iglesia Ortodoxa Rumana (89,48 %).
En la comuna hay cinco pueblos (población en 2011):
- Snagov (pueblo), 1763 habitantes;
- Ciofliceni, 1223 habitantes;
- Ghermănești, 2560 habitantes;
- Tâncăbești, 1385 habitantes;
- Vlădiceasca, 341 habitantes.

## Geografía
Se ubica en el norte del distrito junto al lago Snagov.